# 中宮寺

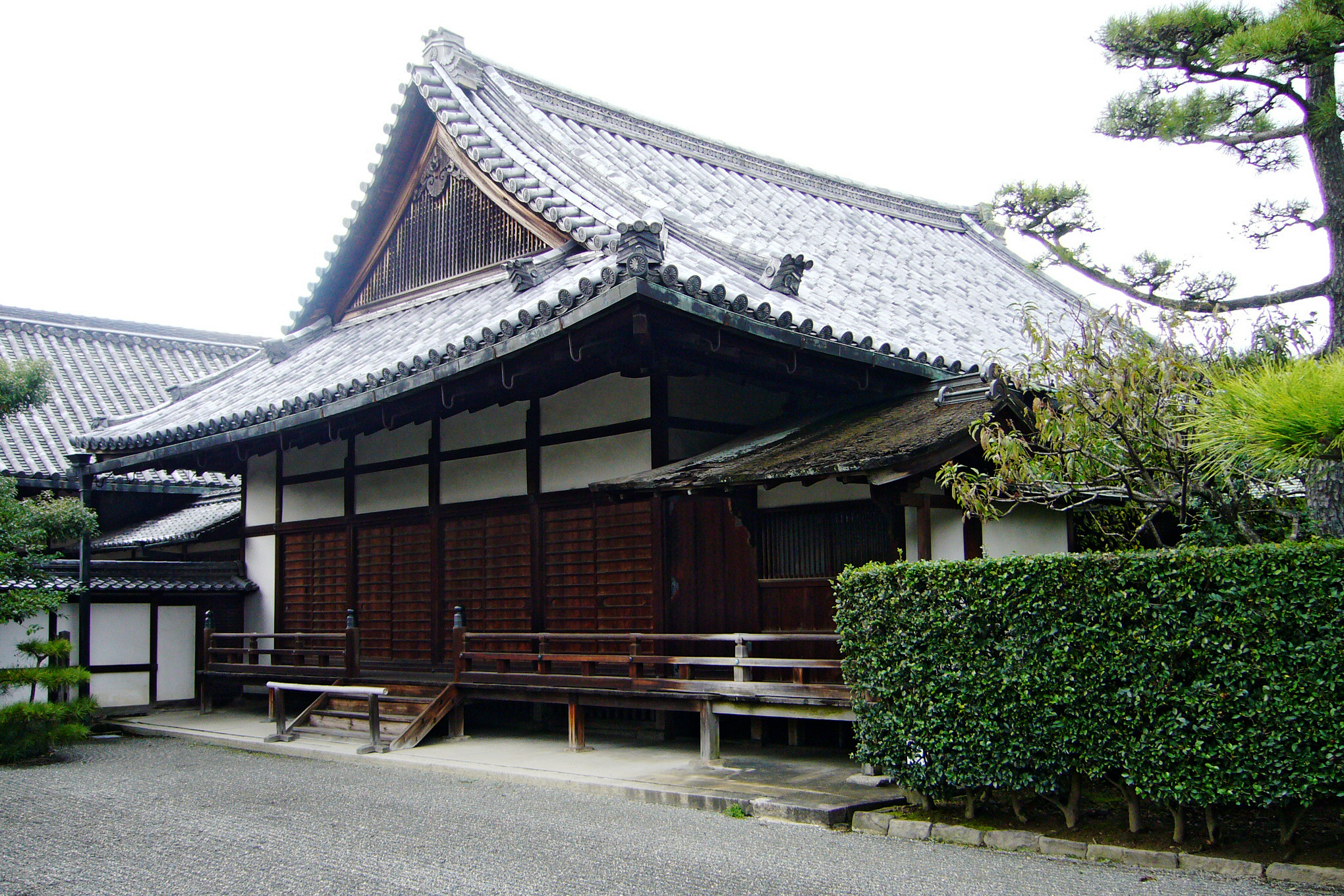
表御殿

中宮寺（ちゅうぐうじ）は、奈良県生駒郡斑鳩町法隆寺北にある聖徳宗の寺院。山号は法興山。本尊は如意輪観音。法隆寺に隣接し、聖徳太子が母后のために創建した尼寺である。開基（創立者）は聖徳太子または間人皇后とされる。現存で日本最古の刺繍「天寿国繡帳」（天寿国曼荼羅、国宝）を所蔵する。

## 歴史
中宮寺は、現在は法隆寺東院に隣接しているが、創建当初は500メートルほど東の現・中宮寺跡史跡公園にあった。現在地に移転したのは中宮寺が門跡寺院（代々皇族、貴族などが住持となる格式の高い寺のこと）となった16世紀末頃のことと推定される。旧寺地の発掘調査の結果から、法隆寺と同じ頃の7世紀前半の創建と推定されるが、創建の詳しい事情は不明である。天平19年（747年）の『法隆寺縁起』や『上宮聖徳法王帝説』には、「聖徳太子建立七寺」の一つとされるが、確証はない。中宮寺独自の創立縁起は伝わらず、『日本書紀』にも中宮寺創建に関する記載はない。ただ、発掘調査で尼寺である向原寺（桜井尼寺）と同系統の瓦が出ていることから、当初から尼寺であったようである。寺伝では現在の本尊である如意輪観音は当初からの金堂の本尊であるとしている。
平安時代の『聖徳太子伝暦』は、中宮寺は聖徳太子が母・穴穂部間人皇女（間人皇后）の宮殿を寺としたと伝え、後には間人皇后自身が発願者であるという伝承も生まれる。鎌倉時代の顕真が著した『聖徳太子伝私記』の裏書には、「葦垣宮、岡本宮、鵤宮（いかるがのみや）の3つの宮の中にあった宮なので中宮といい、それを寺にした時に中宮寺と号した」との説が記載されている。
中宮寺は平安時代以降衰微していったが、鎌倉時代には中興の祖とされる信如比丘尼によって復興が図られた。信如は文永11年（1274年）、法隆寺の綱封蔵から聖徳太子ゆかりの「天寿国繡帳」を再発見したことで知られる。この頃の宗旨は法相宗であったが、その後は真言宗泉涌寺派となっている。
その後、戦国時代に中宮寺は炎上したため、ついに現在地にあった法隆寺の子院に避難し、そのままそこに寺基を移すこととなった。
江戸時代初期の慶長7年（1602年）、慈覚院宮を初代門跡に迎え、以後は尼門跡斑鳩御所として明治時代を迎え、今日に至っている。
太平洋戦争後、法隆寺を総本山とする聖徳宗に合流した。法要に際して法隆寺の僧に助力を乞うなど、創立から現代に至るまで法隆寺と一体ともいえる寺である。

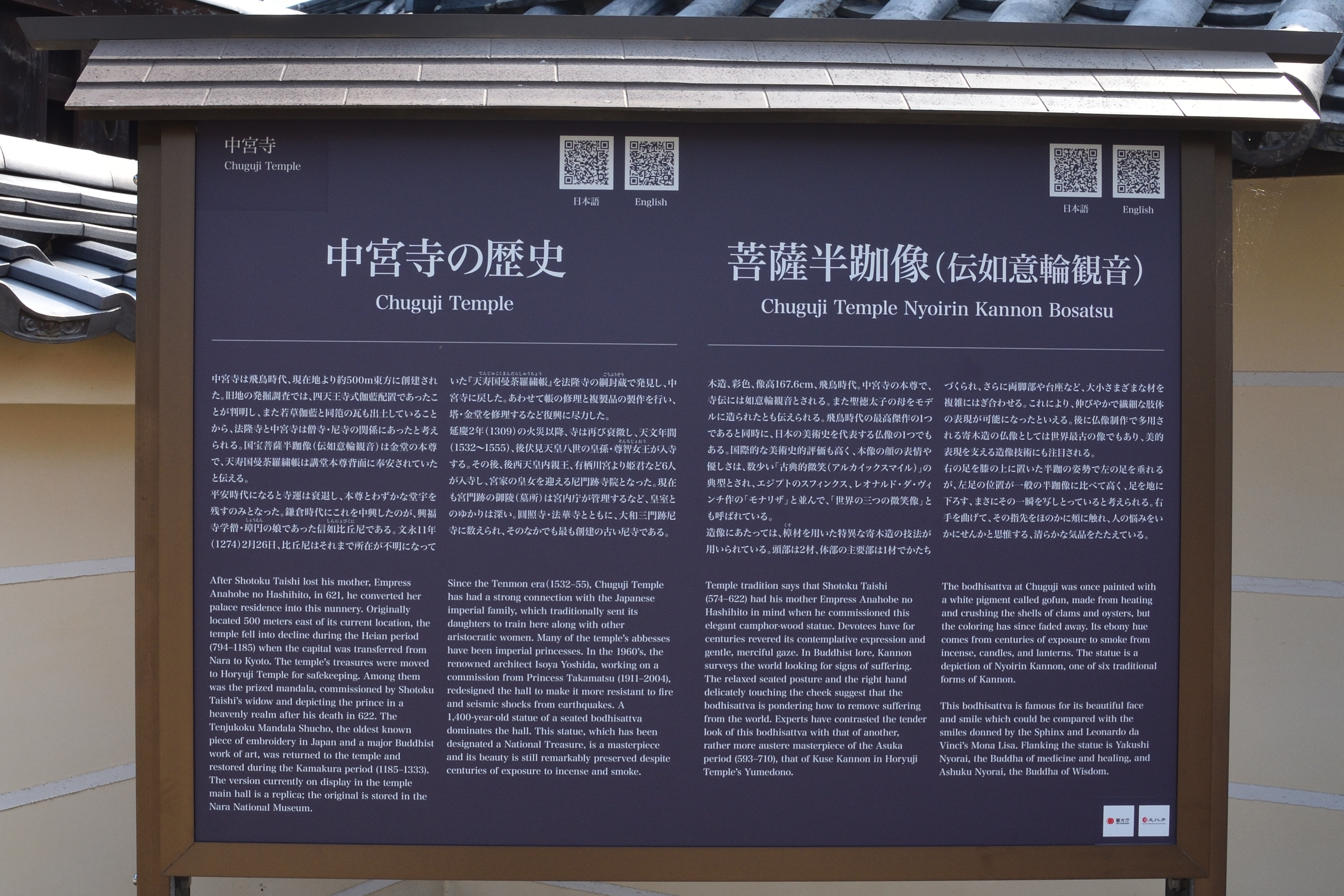
中宮寺入口に立つ案内
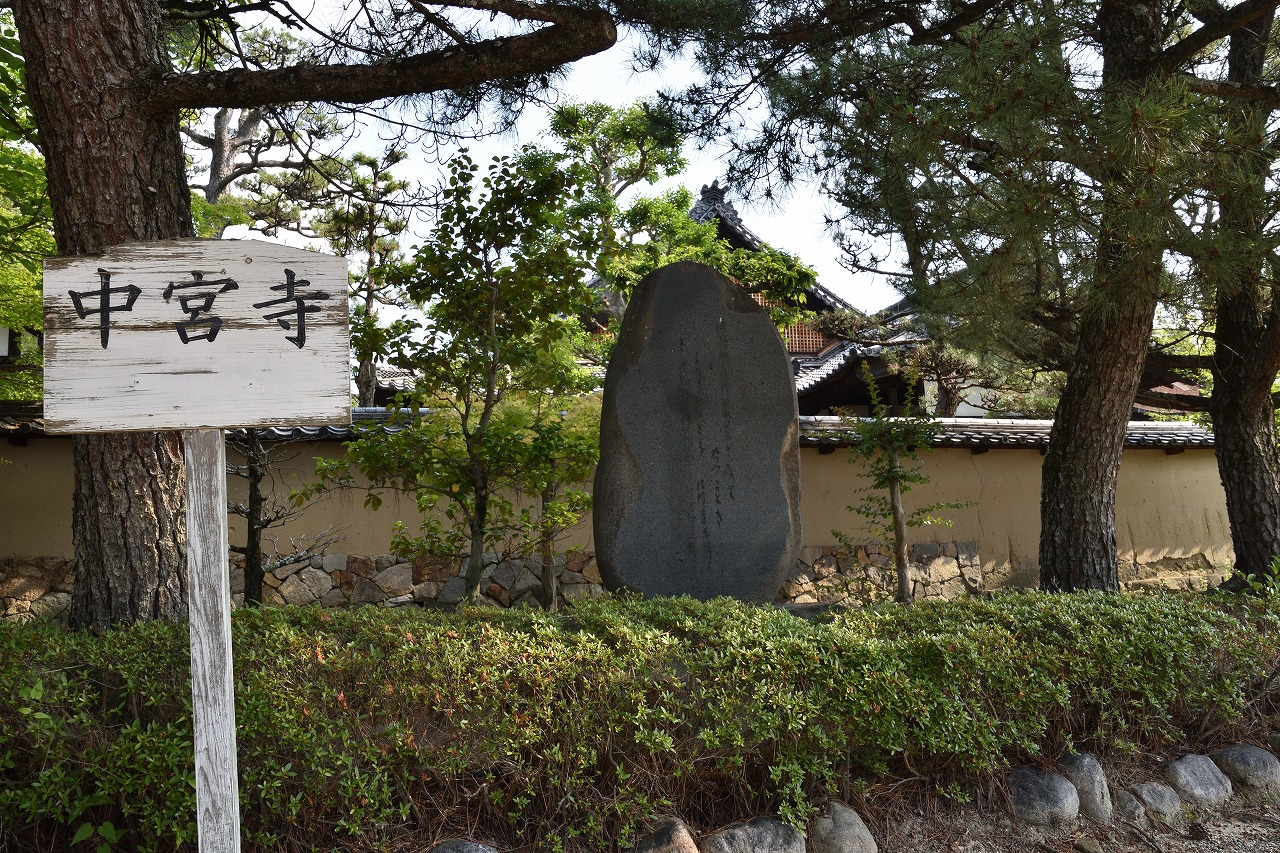
夢殿との間に建つ会津八一の歌碑

## 境内

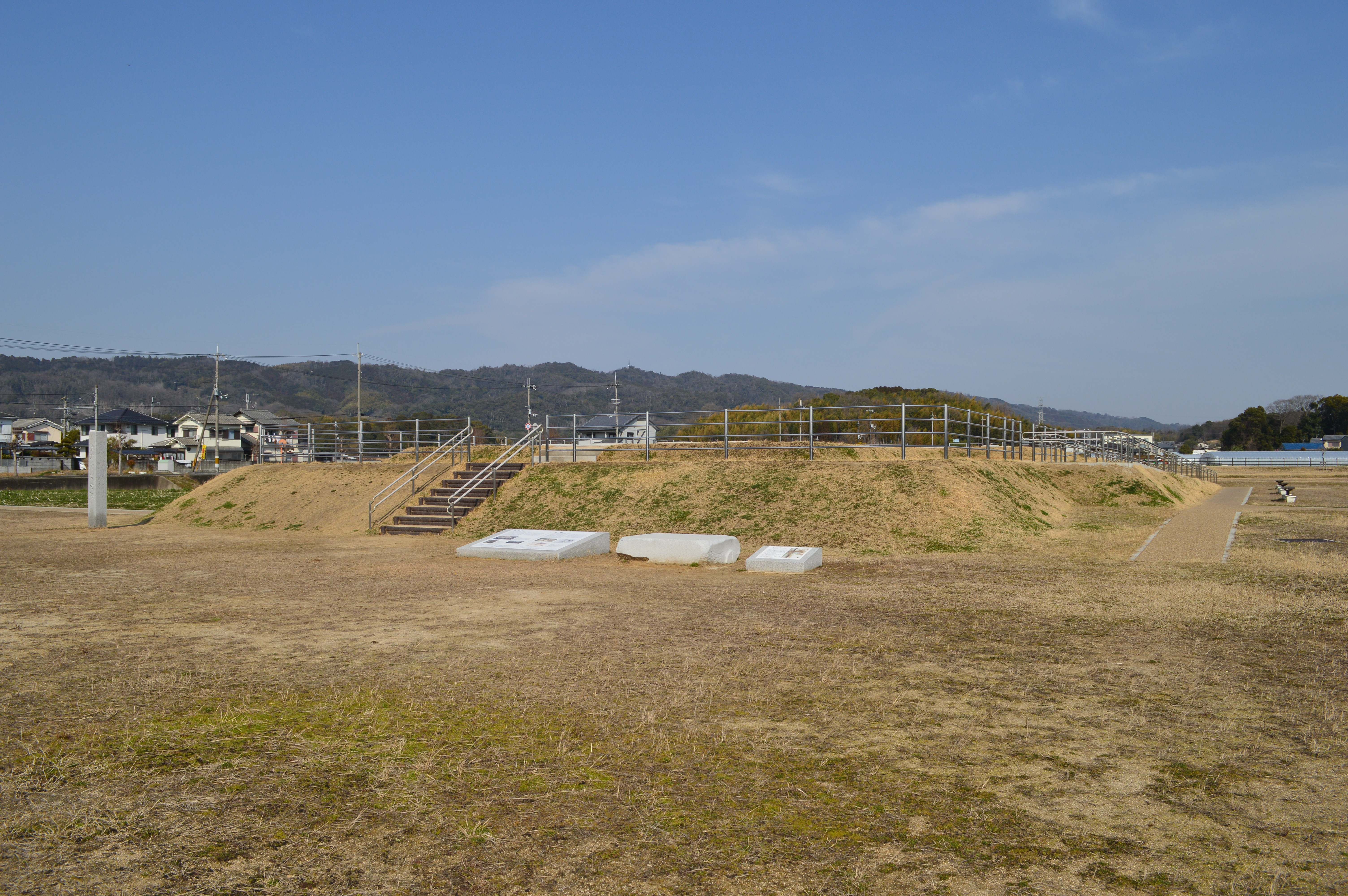
史跡中宮寺跡

創建当時の中宮寺跡は現境内の東方約500メートル、斑鳩町法隆寺東2丁目にあり、国の史跡に指定されている。この地はかつての地名を大字法隆寺字旧殿（くどの）といい、伽藍跡とおぼしき土壇が残っていた。1963年（昭和38年）より石田茂作らによる発掘調査が行われ、金堂と塔の跡を検出。大阪の四天王寺と同様に、金堂を北、塔を南に並べる伽藍配置であったことが分かっている。ただし、講堂、回廊等の遺構は未検出である。この伽藍の特徴の一つは、金堂と塔の距離が近く、軒を接するように建っていたと推定される点である。塔の心礎は地中に深く埋める形式とする。これは四天王寺、飛鳥寺、法隆寺などの塔心礎と同様で、創建時代が古いことを示唆する。
その後数次の発掘調査により、寺地を区画する築地の跡が検出され、境内地は東西約130メートル、南北約165メートルの規模であったことが判明した。東西の130メートルは高麗尺の1町にほぼ相当する。2018年（平成30年）5月、伽藍跡が整備され中宮寺跡史跡公園として完成した。
現在の境内は夢殿のある法隆寺東院のすぐ東に接する子院地を拝借している。
2021年（令和3年）にかけて、本尊などを「奈良・中宮寺の国宝」展（宮城県美術館および九州国立博物館）で貸し出し、その間にクラウドファンディングを含む寄付で募った資金により本堂を改修。同年4月5日から拝観を再開した。
- 本堂 - 高松宮妃の発願で1968年（昭和43年）に建てられた和風の現代建築。設計は吉田五十八である。
- 表御殿（国登録有形文化財） - 江戸時代後期建立。書院造。
- 庫裏
- 鳩和殿
- 山門

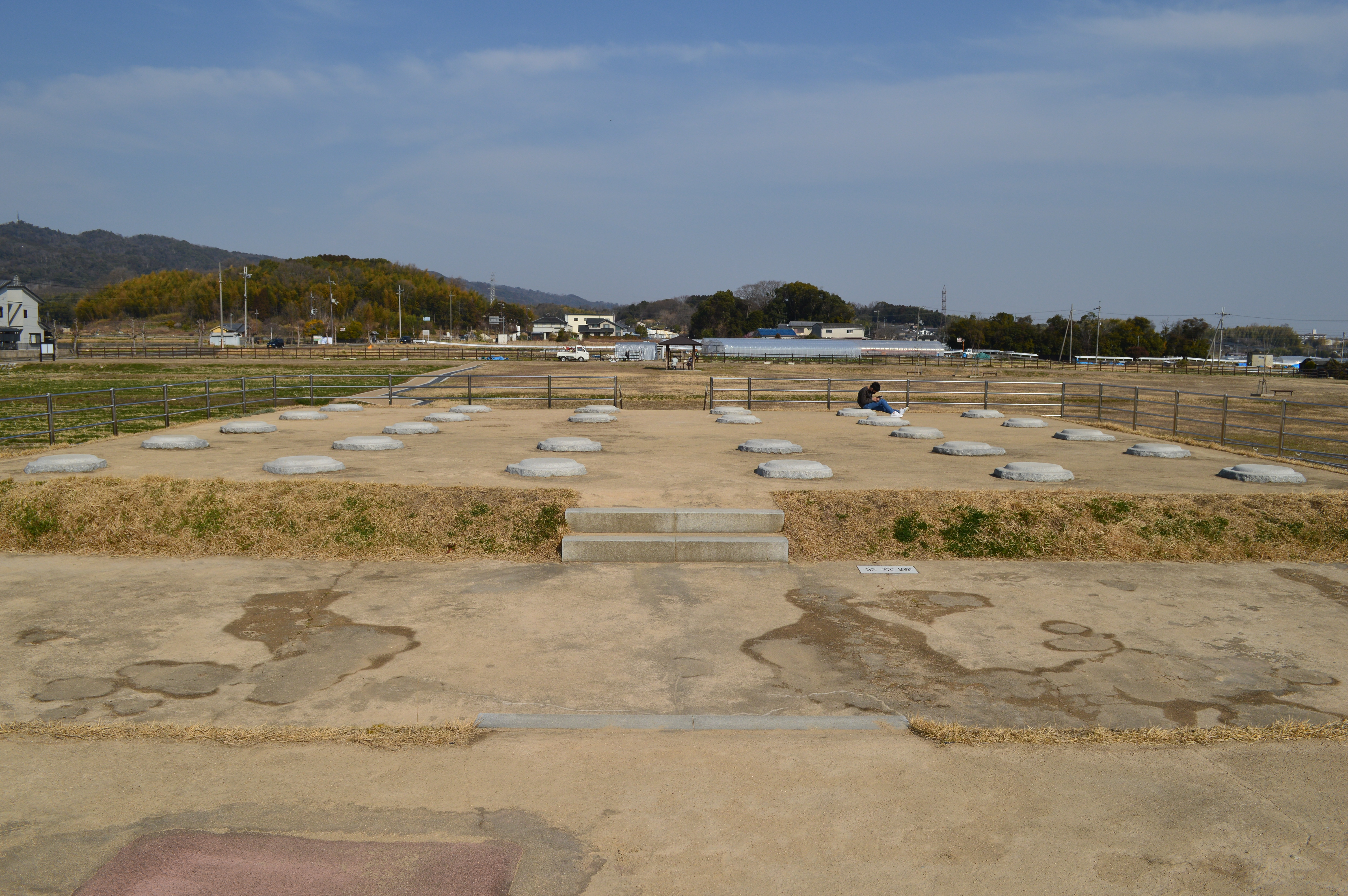
中宮寺跡 金堂跡
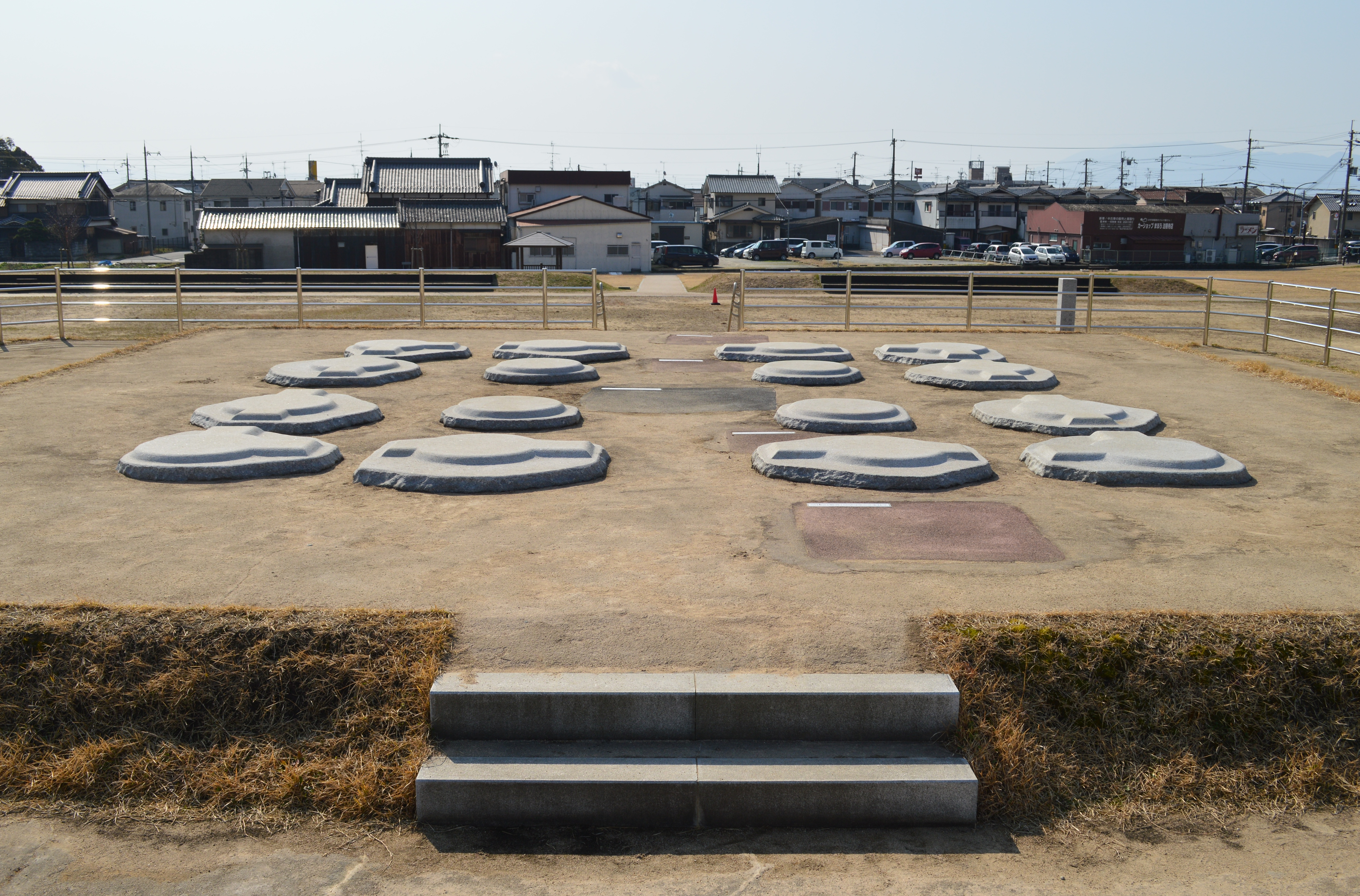
中宮寺跡 塔跡
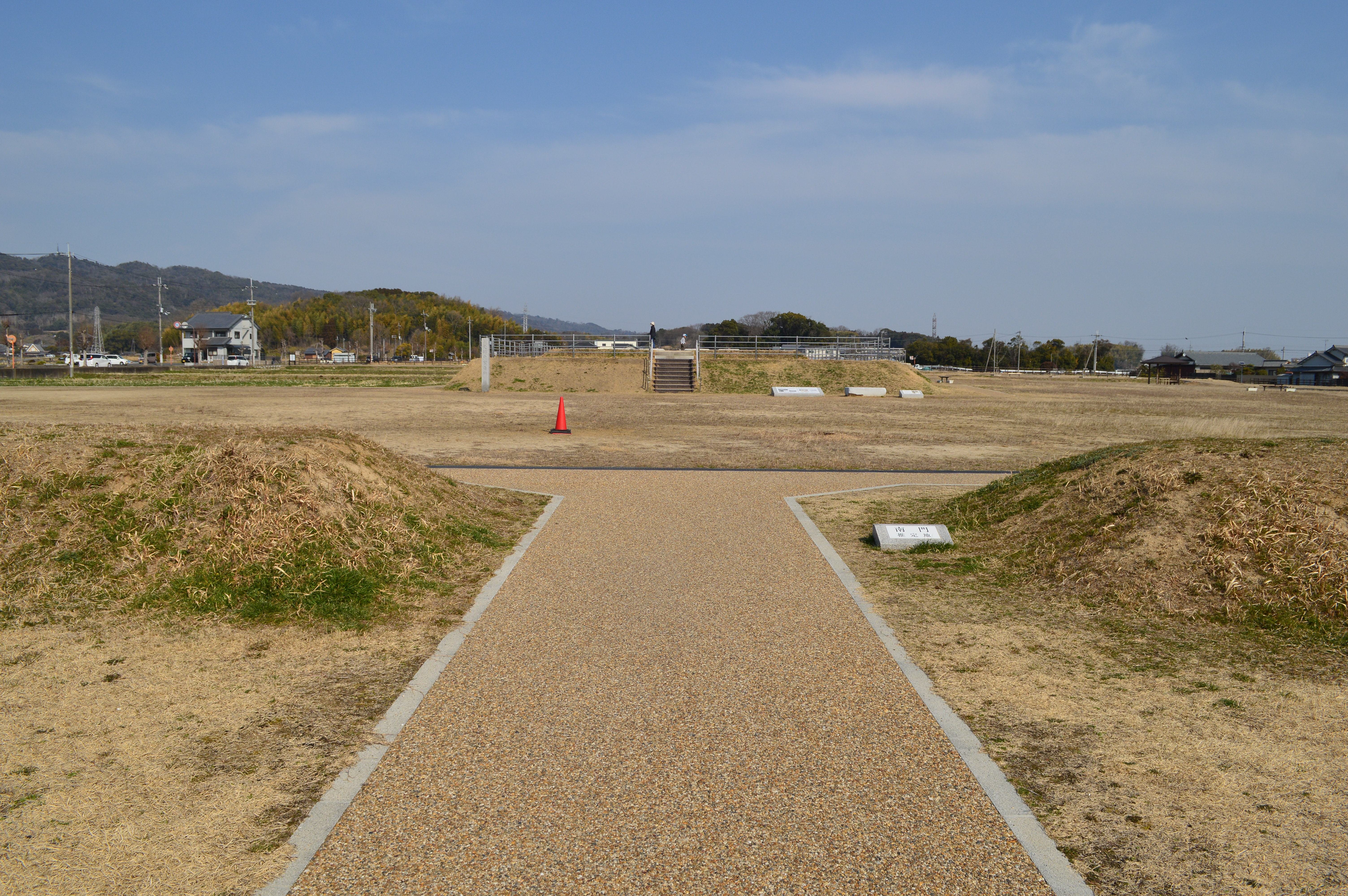
中宮寺跡 南門推定地

## 文化財

### 国宝

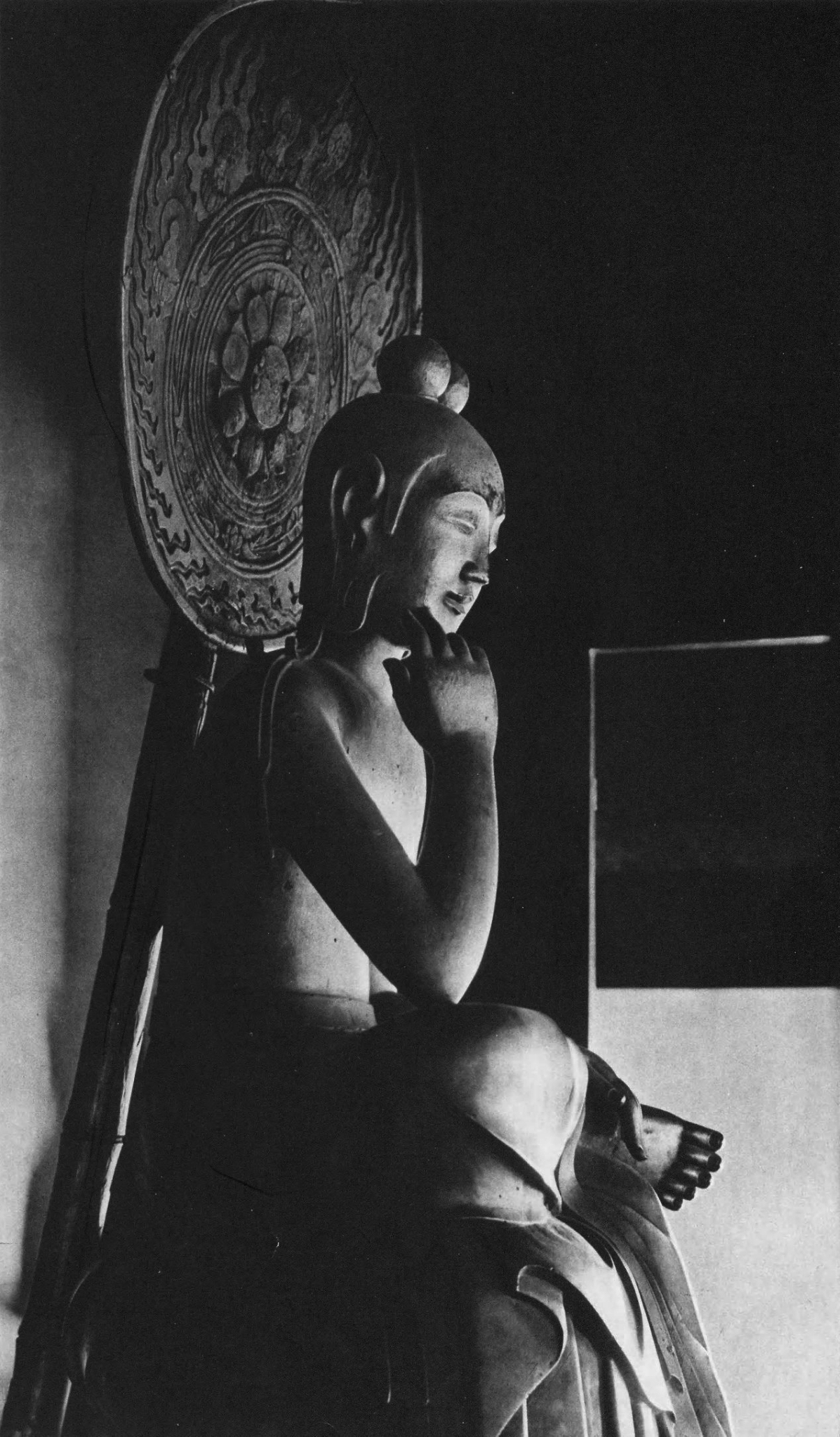
菩薩半迦像（国宝）

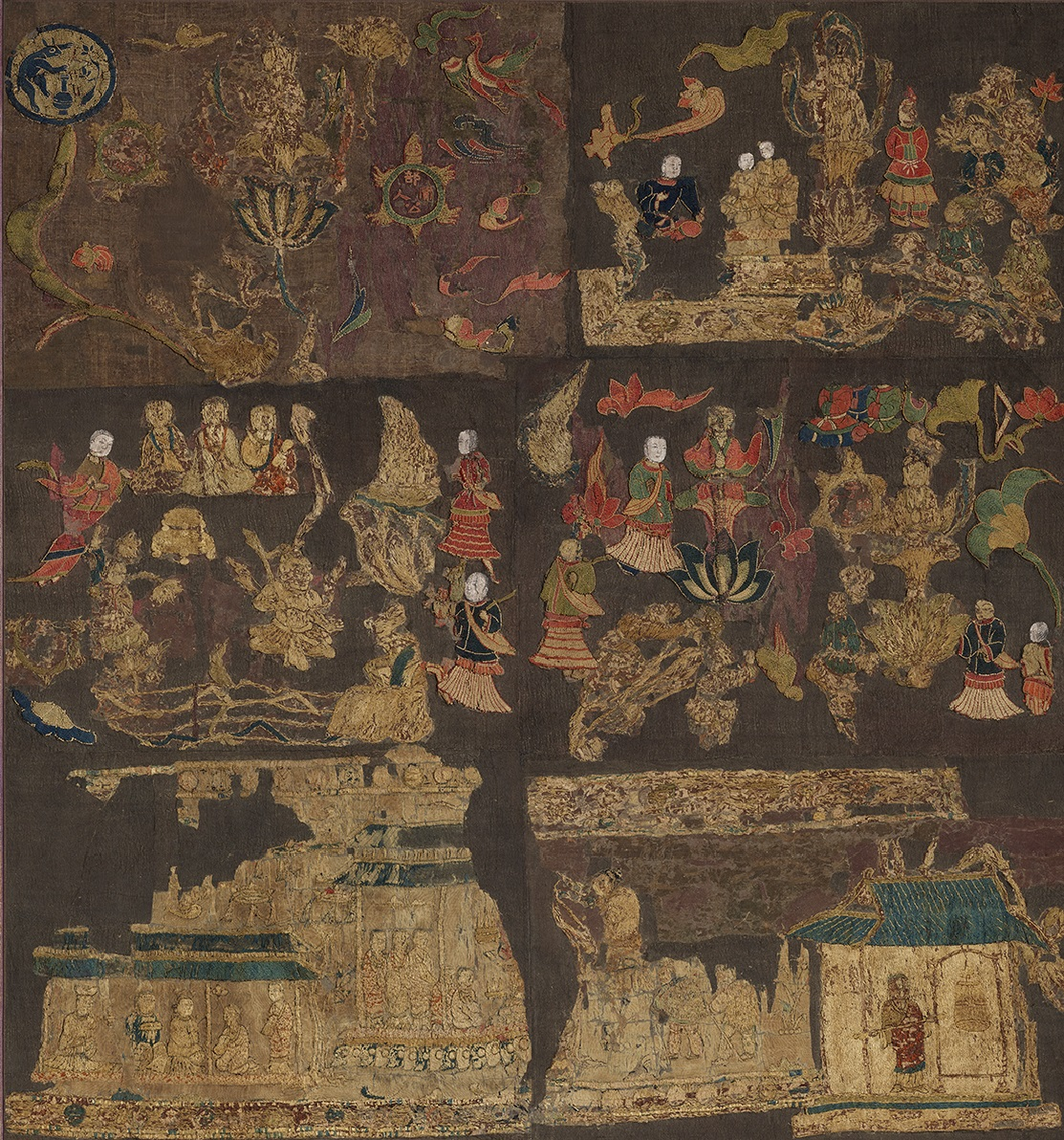
天寿国繡帳（国宝）

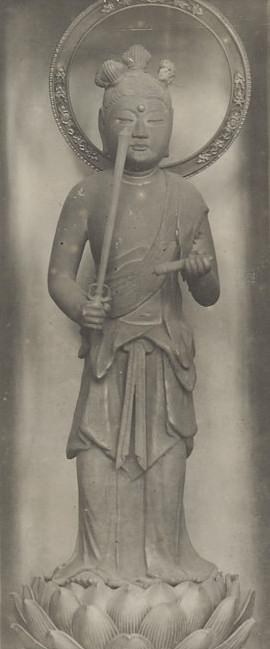
文殊菩薩像（重要文化財）

- 木造菩薩半跏像 - 本尊。飛鳥時代の作。像高132.0センチメートル（左脚を除く坐高は87.0センチメートル）。広隆寺の弥勒菩薩半跏像とよく比較される。寺伝では如意輪観音だが、これは平安時代以降の名称で、当初は弥勒菩薩像として造立されたものと思われる。国宝指定の際の『官報』告示は単に「木造菩薩半跏像」である。材質はクスノキ材。一木造ではなく、頭部は前後2材、胴体の主要部は1材とし、これに両脚部を含む1材、台座の大部分を形成する1材などを矧ぎ合わせ、他にも小材を各所に挟む。両脚部材と台座部材は矧ぎ目を階段状に造るなど、特異な木寄せを行っている。本像の文献上の初出は建治元年（1275年）、定円の『太子曼荼羅講式』で、同書に「本尊救世観音」とあるのが本像にあたると考えられている。それ以前の伝来は不明である。現状は全身が黒ずんでいるが、足の裏などにわずかに残る痕跡から、当初は彩色され、別製の装身具を付けていたと思われる[7]。経年で彩色が失われ、黒っぽい艶をたたえた現在の像も和辻哲郎『古寺巡礼』などで芸術として高く評価されている。
  - 50円普通切手の意匠になった。
    - 1951年（昭和26年）5月1日発売
    - 1952年（昭和27年）6月20日発売 銭位省略
    - 1966年（昭和41年）12月26日発売 刷色変更、「NIPPON」追加
    - 1967年（昭和42年）7月1日発売 刷色変更
    - 1976年（昭和51年）1月25日発売 刷色変更

- 天寿国繡帳残闕（てんじゅこくしゅうちょう ざんけつ） - 染織品は、陶磁器、金属製品などに比べて保存が難しい。本品は断片とはいえ、飛鳥時代の染織の遺品として極めて貴重である。現在、奈良国立博物館に寄託。1982年（昭和57年）に製作されたレプリカが現在本堂に安置されている。聖徳太子の母、穴穂部間人皇女と聖徳太子の死去を悼んで王妃橘大郎女が多くの采女らとともに造った刺繡、曼荼羅である。もと2帳。その銘は『上宮聖徳法王帝説』にある。詳細は別項「天寿国繡帳」を参照。

### 重要文化財
- 紙製文殊菩薩立像 - 鎌倉時代の作。経巻を芯とし、紙を糊で張り重ねて造像した珍しい仏像で、日本の重要文化財指定の彫刻のうち「紙製」はこの像のみである[8]。像内納入文書から、文永6年（1269年）の作とわかり、同文書にある「信□」は、中宮寺中興の祖である信如比丘尼と推定される。東京国立博物館に寄託。
- 紙本墨書瑜伽師地論 二巻 - 奈良時代の作。

### 国登録有形文化財
- 表御殿

### 奈良県指定有形文化財
- 阿弥陀三尊繍仏 1幅 - 鎌倉時代の作。
- 木造扁額 1面

### その他
- 木彫雨宝童子立像 - 鎌倉時代の作。

このほかに海北友松『人物・花鳥図押絵貼屏風』、英一蝶『拾得図』、横山大観『村童図』といった絵画を所蔵している。

## 前後の札所
聖徳太子霊跡
14 法隆寺　-　15 中宮寺　-　16 法輪寺
尼寺霊場
16 観音寺　-　17 中宮寺　-　18 仮宿庵
神仏霊場巡拝の道
26 法隆寺　-　27 中宮寺　-　28 霊山寺

## 所在地
- 〒636-0111 奈良県生駒郡斑鳩町法隆寺北1-1-2

## アクセス
- JR法隆寺駅下車。
- JR・近鉄王寺駅から奈良交通バス（62・63・92系統）で「法隆寺前」下車。